# 케이 하몬드

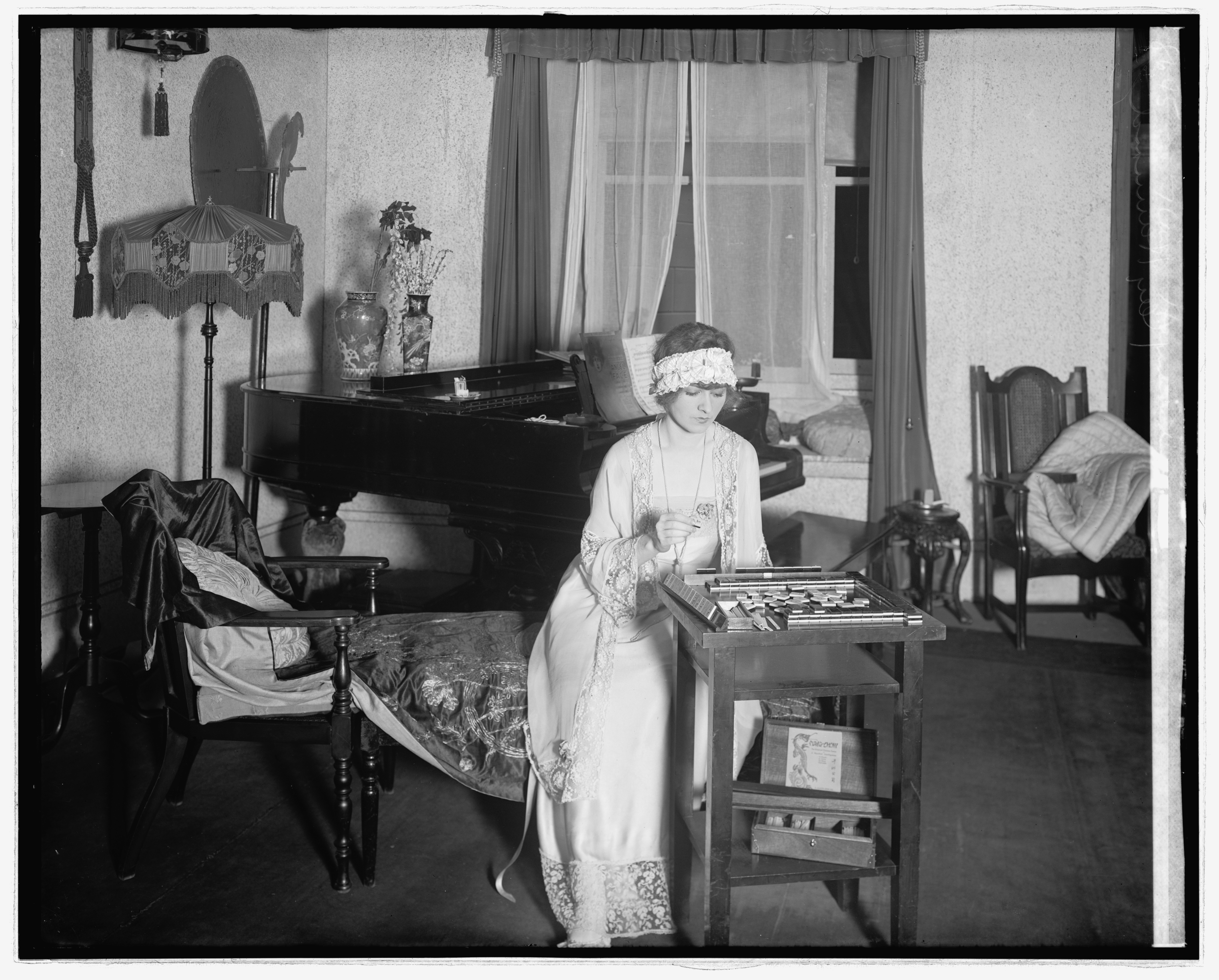

케이 하몬드(Kay Hammond, 1901년 12월 14일 ~ 1982년 1월 1일)는 미국의 배우, 영화배우이다.
캔자스시티에서 태어났으며 로스앤젤레스에서 사망하였다. 포리스트 론 메모리얼 파크에 매장되었다.

## 영화
- 걸 인 더 레드 벨벳 스윙 (1955년)
- 헨리 5세 (1953년)
- 즐거운 영혼 (1946년)
- 웨이 다운 이스트 (1935년)
- 사랑의 추억 (1933년)
- 트레스퍼서 (1929년)